# Янсен, Тони
Тоннис Леонардюс (Тони) Янсен (нидерл. Tonnis Leonardus "Tony" Jansen; 27 февраля 1924, Амстердам — неизвестно) — нидерландский футболист, игравший на позициях защитника и полузащитника, выступал за амстердамские команды «Аякс» и ОВВО.

## Спортивная карьера
В 1940-х годах Тони Янсен со старшим братом Лео играл за футбольный клуб «Анимо», который выступал в одном из отделов чемпионата Амстердама. В январе 1947 года братья подали запрос на переход в амстердамский «Аякс», однако летом в клуб был принят только младший из братьев.
За основную команду «Аякса» дебютировал в возрасте 24 лет. Первую игру в чемпионате Нидерландов провёл 23 января 1949 года в Схидаме против местного клуба СВВ, сыграв на позиции левого защитника. В гостях «красно-белые» уступили будущим чемпионам страны со счётом 2:1. Большинство газетных изданий отметило слабую игру дебютанта, амстердамцы пропустили оба гола из-за ошибок в защите, в частности Янсена, который мог предотвратить оба гола. Клубный журнал «Аякса» отметил, что Янсен не должен играть в мяч через центр поля, а больше через фланги. В оставшихся матчах сезона сыграл ещё в двух матчах — против АДО и «Харлема».
В сезоне 1949/50 выступал за вторую команду «Аякса», а в следующем сезоне вернулся в основной состав. В сезоне 1950/51 играл на позиции опорного полузащитника, проведя шесть матчей в чемпионате. В последний раз в составе «красно-белых» выходил на поле 22 апреля 1951 года в матче против ДВС.
Летом 1952 года покинул «Аякс». Позже играл за клуб ОВВО вместе с Питом Аудерландом и Вимом Фоккеном.

## Личная жизнь
Тони родился в феврале 1924 года в Амстердаме. Отец — Леонардюс Йозефюс Хиндерикюс Янсен, был родом из Амстердама, мать — Гертрёйда Элизабет Пеман, родилась в Мидделбурге. Родители поженились в апреле 1922 года в Амстердаме — на момент женитьбы отец работал цементником. В их семье воспитывалось ещё четверо детей: сыновья Леонардюс Тоннис, Якобюс Герардюс, Йоханнес и дочь Элше.
Женился в возрасте двадцати четырёх лет — его супругой стала 27-летняя Йоханна Мария Ворварт, уроженка деревни Вилдерванк. Их брак был зарегистрирован 10 июня 1948 года в Амстердаме.